# Brachysporium novae-zelandiae
Brachysporium novae-zelandiae är en svampart som beskrevs av S. Hughes 1965. Brachysporium novae-zelandiae ingår i släktet Brachysporium och familjen Trichosphaeriaceae.   Inga underarter finns listade i Catalogue of Life.